# خربوشة (فلم)
خربوشة هو فيلم دراما وسيرة ذاتية مغربي صدر سنة 2008، من إخراج حميد الزوغي، وبطولة كل من هدى صدقي، عباس كميل، عائشة ساجد، عبد اللطيف الخمولي، محمد الرزين، وحيد السنوجي. ينقل الفيلم قصة حياة المغنية الشعبية حادة الزيدية الملقبة بخربوشة والتي عاشت في المغرب خلال القرن التاسع عشر وكانت مشهورة بالعداء الذي كان بينها وبين القائد عيسى بن عمر العبدي.

## القصة
يتناول الفيلم قصة حقيقية حدثت في المغرب نهاية القرن التاسع عشر، حيث يستعرض الفيلم حياة المغنية الشعبية والشاعرة (حادة الزيدية) المعروفة بخربوشة، التي قتل الحاكم جميع أفراد أسرتها ظلما، فقررت محاربته بأشعار الهجاء والغناء الحاد، فالتف الناس حولها، باعتبارها رمزاً للمقاومة، فأوعز الحاكم إلى قائده أن يتزوجها، لعلها تتوقف عن الهجاء، لكنها لم تتوقف؛ مما جعله يفكر من الانتقام منها بالدفن حية.

## طاقم التمثيل
- هدى صدقي بدور خربوشة
- عباس كميل بدور القائد عيسى بن عمر
- عائشة ساجد بدور زوجة القائد عيسى بن عمر
- عبد اللطيف الخمولي بدور الدكالي
- محمد الرزين بدور الشايب
- وحيد السنوجي بدور أحمد
- حسن مضياف بدور الفقيه بن زروق
- خديجة مركوم الأداء الصوتي خربوشة

## روابط خارجية
- مقالات تستعمل روابط فنية بلا صلة مع ويكي بيانات